# Kathy Hochul

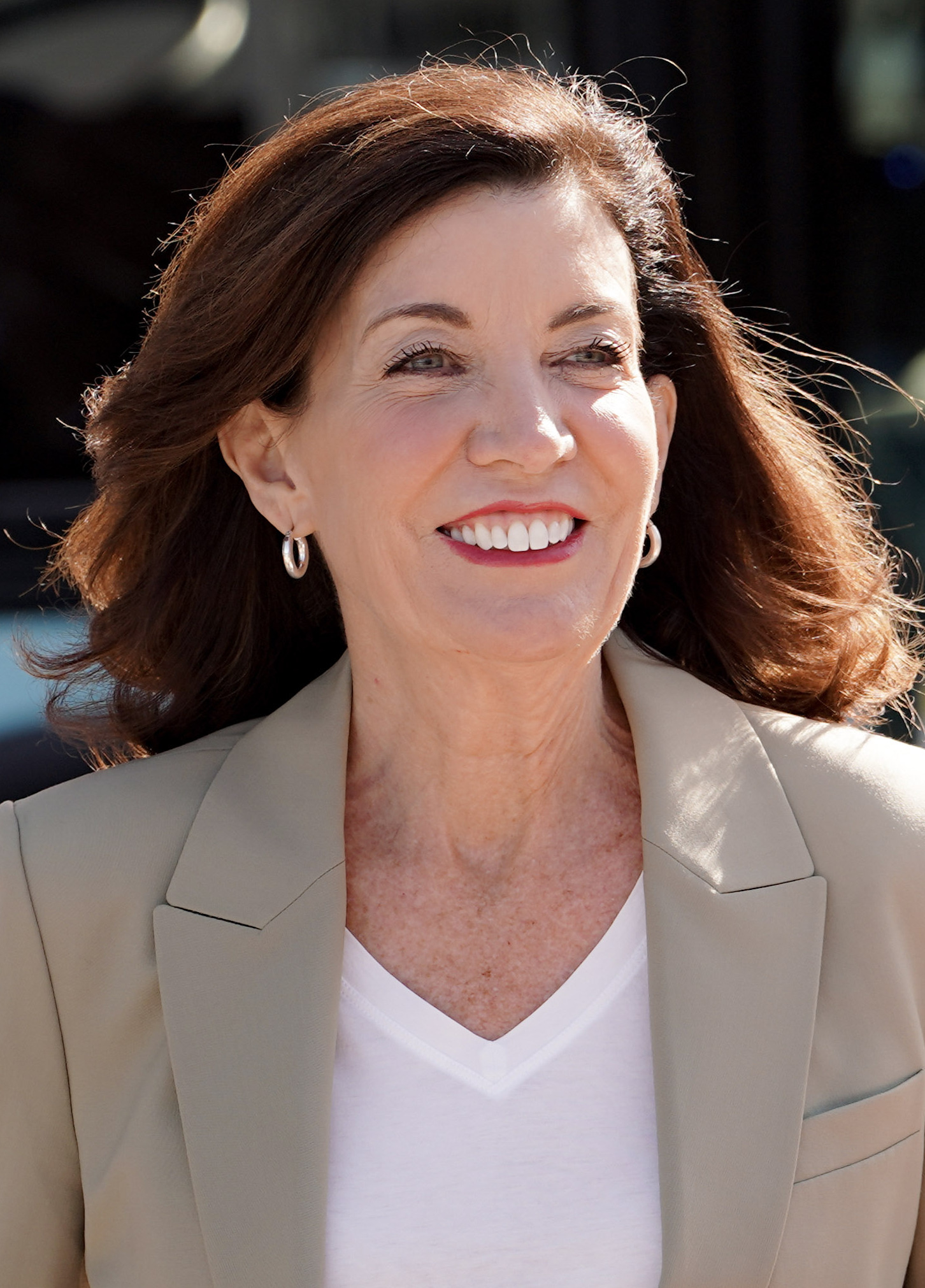
Kathy Hochul (2022)

Kathleen „Kathy“ Courtney Hochul [ˈhoʊkəl] (* 27. August 1958 in Buffalo, New York, als Kathleen Courtney) ist eine US-amerikanische Politikerin der Demokratischen Partei und seit dem 24. August 2021 die Gouverneurin des Bundesstaats New York. Sie ist die erste Frau auf dieser Position. Zuvor bekleidete sie ab 2015 das Amt der Vizegouverneurin und übernahm den Gouverneursposten nach dem Rücktritt ihres Vorgängers Andrew Cuomo. Von 2011 bis 2013 vertrat sie den 26. New Yorker Kongresswahlbezirk im US-Repräsentantenhaus als Abgeordnete. Ihre politische Laufbahn begann die Juristin als Stadt- und Kreisrätin in Hamburg im Erie County.

## Werdegang

### Frühere Jahre und politischer Aufstieg
Kathleen Courtney, so ihr Geburtsname, besuchte bis 1977 die Hamburg High School im Staat New York. Danach studierte sie bis 1980 an der Syracuse University. Nach einem Jurastudium an der Catholic University of America in Washington, D.C. und ihrer 1983 erfolgten Zulassung als Rechtsanwältin begann sie, in diesem Beruf zu arbeiten. Gleichzeitig schlug sie als Mitglied der Demokratischen Partei eine politische Laufbahn ein. Von 1984 bis 1986 gehörte sie zum Stab des Kongressabgeordneten John J. LaFalce; danach war sie bis 1988 für US-Senator Daniel Patrick Moynihan tätig. Zwischen 2003 und 2007 fungierte sie als Deputy Clerk im Erie County, danach war sie bis 2011 dort County Clerk.

### Kongressabgeordnete

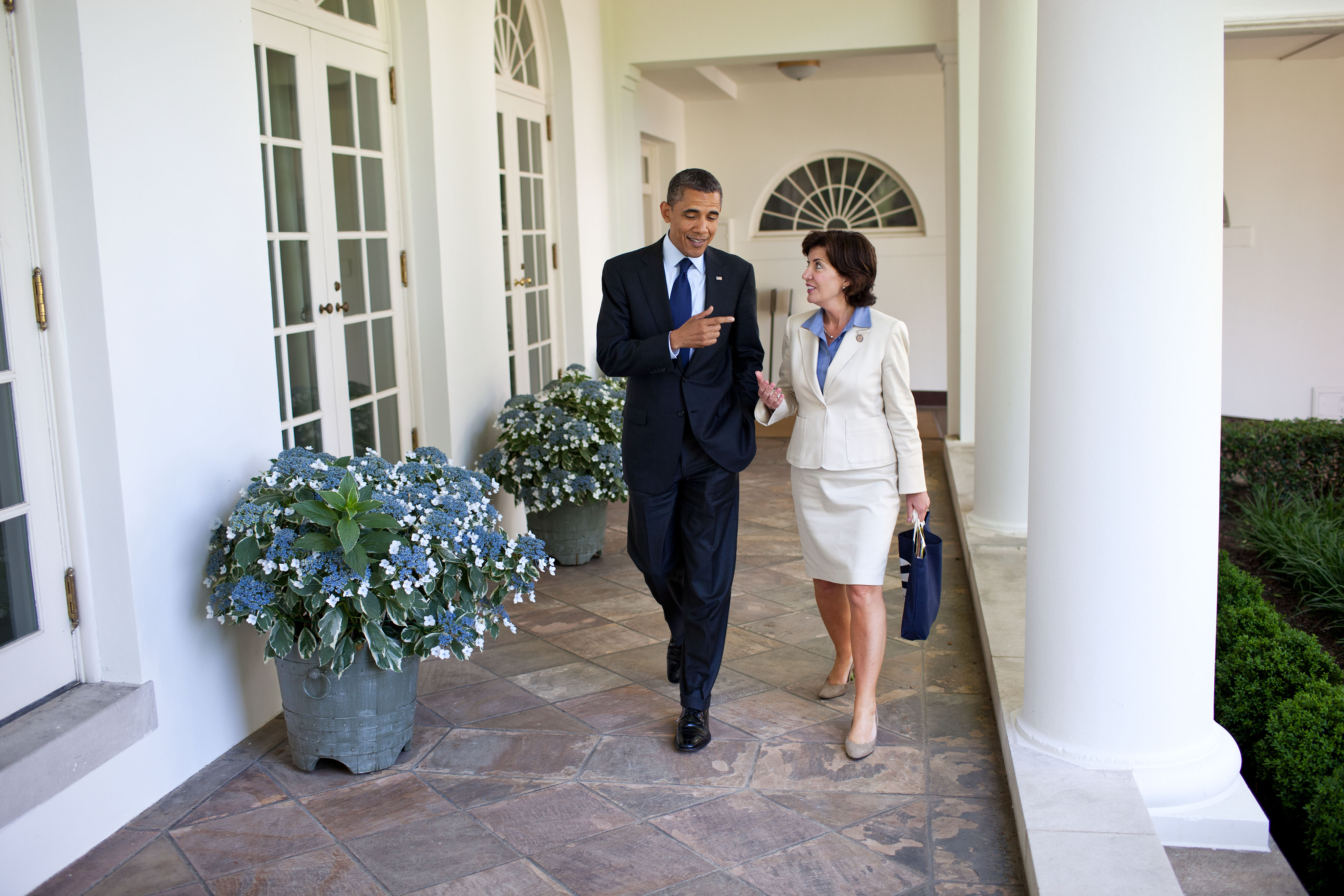
Kathy Hochul unterhält sich mit Präsident Barack Obama im Weißen Haus im Juni 2011

Nach dem Rücktritt des republikanischen Mitglieds des US-Repräsentantenhauses Chris Lee trat Hochul bei der fälligen Nachwahl für den 26. Sitz von New York gegen Jane Corwin, eine Abgeordnete der New York State Assembly, an und setzte sich überraschend in dem stark republikanisch geprägten Kongresswahlbezirk mit 47 zu 42 Prozent der Stimmen durch. Hochul eroberte damit zum ersten Mal seit 40 Jahren den Bezirk für die Demokraten. Ihr Sieg war großenteils auf die Vorarbeit und Ressourcenzuteilung durch das National Congressional Campaign Committee (NCCC) zurückzuführen, dessen executive director Robby Mook sich für die Unterstützung dieses Wahlkampfs eingesetzt hatte. Am 24. Mai 2011 trat sie ihr Mandat als Nachfolgerin Lees im Repräsentantenhaus an. Sie war Mitglied im Streitkräfteausschuss und im Ausschuss für Innere Sicherheit sowie in zwei Unterausschüssen. Da sie bei der regulären nächsten Wahl im November 2012 knapp ihrem republikanischen Herausforderer Chris Collins unterlag, schied sie am 3. Januar 2013 aus dem Amt. Zuvor waren die Wahlkreise im Bundesstaat neu geordnet worden und Hochuls neuer Bezirk wurde als noch konservativer als der bisherige angesehen.
Nach ihrer bisherigen politischen Laufbahn wurde sie im Frühjahr 2013 Lobbyistin für die größte Bank Buffalos, die M&T Bank.

### Vizegouverneurin von New York

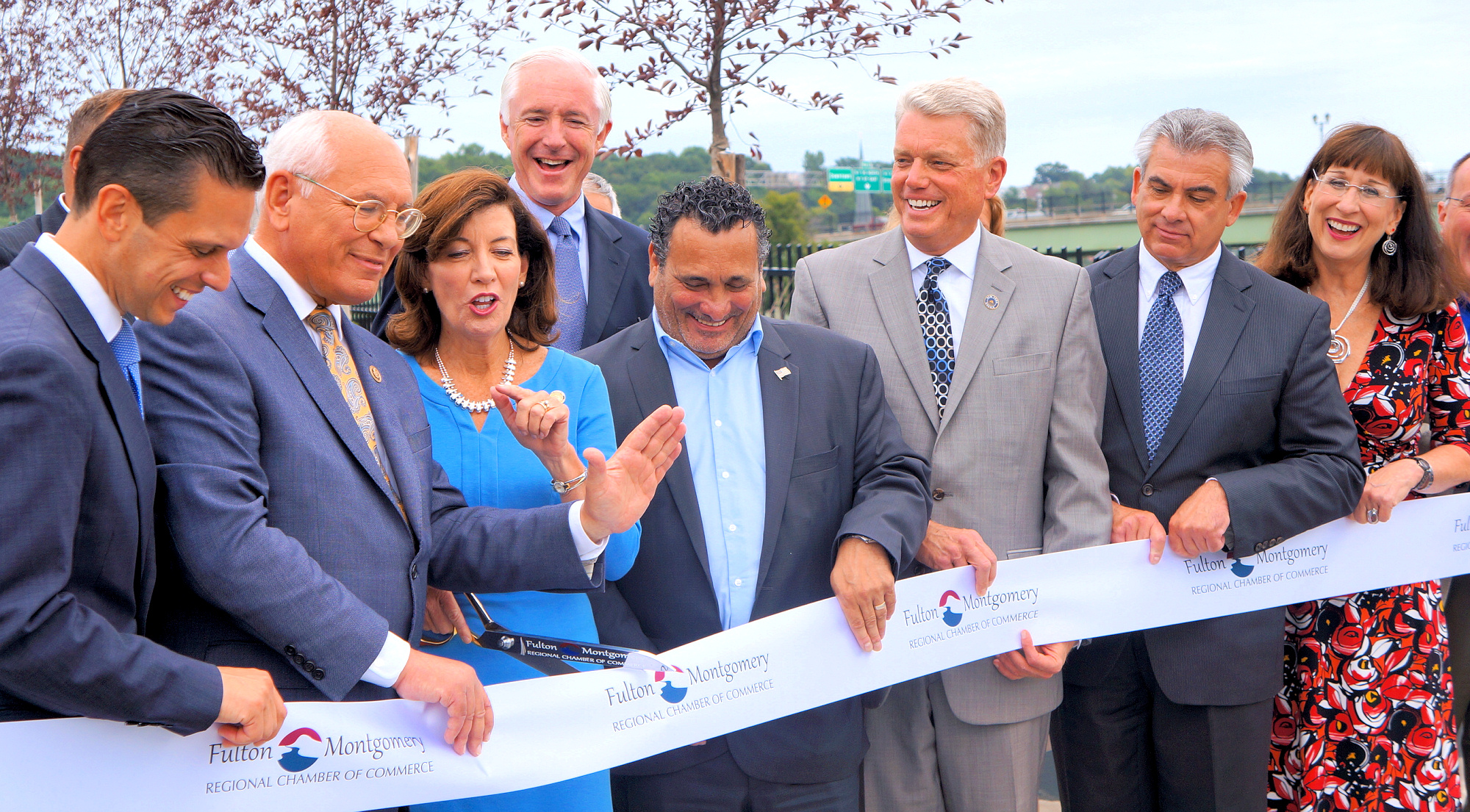
Hochul (Mitte) bei einem öffentlichen Auftritt 2016

Im Mai 2014 wählte sie der New Yorker Gouverneur Andrew Cuomo als Kandidatin für das Amt der Vizegouverneurin aus. Hochul folgte damit als Running Mate Cuomos dem bisherigen Vizegouverneur Robert Duffy, der ankündigte, bei der Wahl am 4. November 2014 nicht erneut an Cuomos Seite zu kandidieren. Nach dem Wahlsieg des demokratischen Duos Cuomo/Hochul wurde sie am 1. Januar 2015 zur neuen Vizegouverneurin des Bundesstaats vereidigt. Zur Gouverneurswahl 2018 trat sie erfolgreich erneut an der Seite von Andrew Cuomo für eine weitere Amtszeit an. Im Zuge der demokratischen Primary, die für das Vizegouverneursamt getrennt von jener des Gouverneurs stattfindet, sah sie sich einer ernsthaften Gegenkandidatur des New Yorker Stadtrats Jumaane Williams gegenüber. Williams kritisierte die Regierung von Gouverneur Cuomo als zu sehr an der politischen Mitte orientiert und forderte eine linkere Politik. Im Zuge der Vorwahl unterstützten sich Williams und die Schauspielerin Cynthia Nixon, die Cuomo herausforderte, gegenseitig. In ihrem Wahlkampf warb Hochul mit ihrer politischen Erfahrung und für einen pragmatischen Kurs der linken Mitte. Bei der Vorwahl Anfang September 2018 konnte Williams durch hohe Stimmenanteile in New York City deutlich besser abschneiden als Nixon gegen Cuomo. Dennoch setzte sich Hochul mit knapp 54 % gegen 46 % der Stimmen durch und wurde somit erneut als Running Mate Cuomos nominiert. Zuvor hatte sich bereits die demokratische Parteiführung in New York sowie weitere hochrangige Politiker des Bundesstaates für das Duo Cuomo/Hochul ausgesprochen. Beide konnten die Wahl am 6. November 2018 mit 59,6 % überaus deutlich für sich entscheiden. Hochul trat daher am 1. Januar 2019 ihre zweite Amtszeit als Stellvertreterin des Gouverneurs an.
Seit Januar 2021 war Hochul die dienstälteste amtierende Vizegouverneurin in den Vereinigten Staaten. Einige Stellvertreter eines Gouverneurs wurden allerdings im Jahr 2015 nur wenige Tage nach ihr vereidigt. Gouverneur Cuomo war seit diesem Zeitpunkt ebenso der dienstälteste Regierungschef eines US-Bundesstaates.

### Gouverneurin von New York

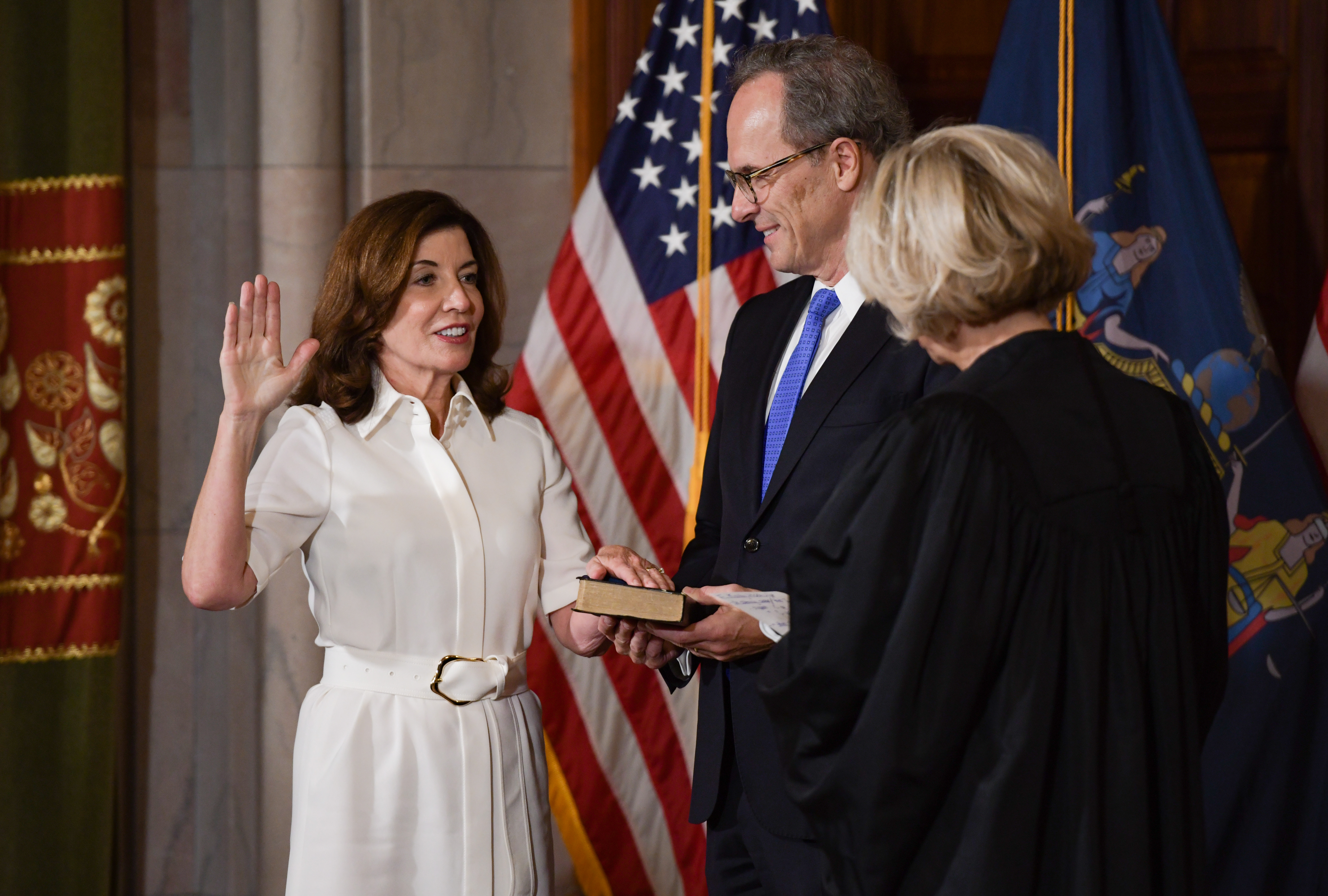
Kathy Hochul bei ihrer Vereidigung zur Gouverneurin am 24. August 2021

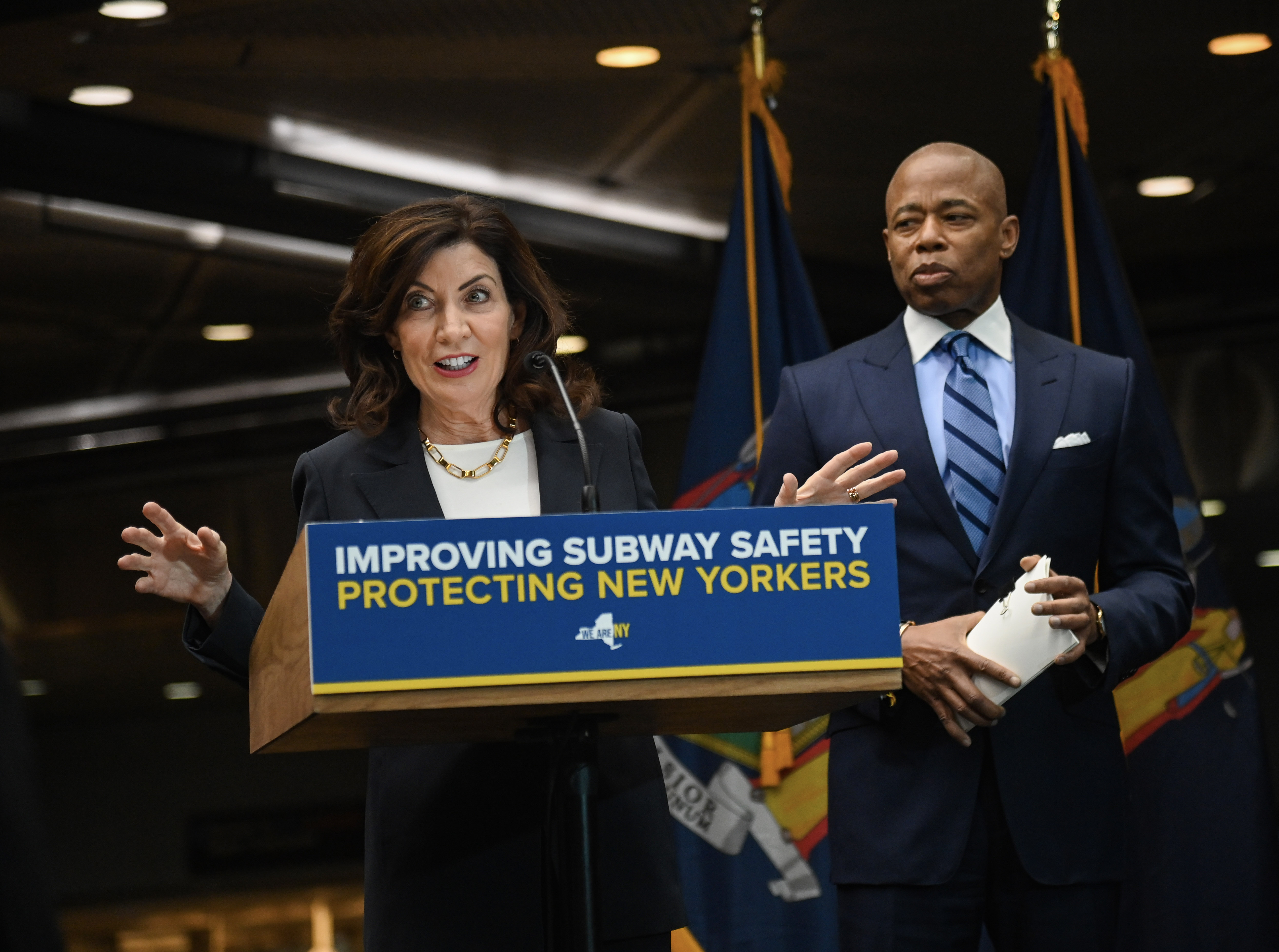
Kathy Hochul bei einem öffentlichen Auftritt mit New Yorks Bürgermeister Eric Adams (r.) im Januar 2023

Anfang August 2021 kündigte Gouverneur Andrew Cuomo seinen Rücktritt zum Ablauf des 23. August an. Zuvor hatten ihm seit März des Jahres insgesamt elf Frauen aus seinem Stab und dem Sicherheitsteam sexuelle Belästigung vorgeworfen. Der Verdacht hatte sich durch Ermittlungen und einen Abschlussbericht der New Yorker Generalstaatsanwältin Letitia James erhärtet. Daraufhin leitete die New York State Assembly ein Amtsenthebungsverfahren (Impeachment) gegen den Gouverneur ein, der auch wegen vermeintlicher Statistikmanipulationen im Rahmen der COVID-19-Pandemie in der Kritik stand. Hochul hatte sich nach Erscheinen des Berichts der Generalstaatsanwältin bereits von ihrem damaligen Chef distanziert und betonte diesem auch nicht nahegestanden zu haben. Politischen Beobachtern zufolge wurde sie auch nicht zum inneren Zirkel des Gouverneurs gezählt. Nachdem Cuomos Rücktritt zum 24. August wirksam wurde, leistete Hochul den Amtseid als 57. Gouverneurin des Staates New York. Sie ist die erste Frau in diesem Amt sowie seit Nathan Lewis Miller im Jahr 1922 die erste Amtsinhaberin aus Upstate New York. Zu ihren wichtigsten Aufgaben benannte sie insbesondere die Bekämpfung der Covid-19-Pandemie und deren wirtschaftliche Auswirkungen sowie die Schaffung einer anderen politischen Kultur in Albany in Abgrenzung zu ihrem Vorgänger, dem immer wieder ein autoritärer Führungsstil vorgeworfen wurde. Hochul kann sich in beiden Kammern der Legislative auf Mehrheiten ihrer Partei stützen, was die Umsetzung gesetzgeberischer Vorhaben erleichtern dürfte.

#### Auswahl des Vizegouverneurs
Bereits im Vorfeld ihrer Amtsübernahme kündigte Hochul an, das Amt des Vizegouverneurs rasch neu zu besetzen. Frühere Gouverneure, die aus dem Amt des Stellvertreters aufrückten, hatten lange Zeit davon abgesehen, da die Verfassung des Bundesstaates – im Gegensatz zu anderen US-Staaten – dies nicht wortwörtlich vorsieht. Im Jahr 2009 hatte sich jedoch der damalige Gouverneur David Paterson, der selbst durch den Rücktritt seines Vorgängers Eliot Spitzer ins Amt kam, auf sein allgemeines Recht, Ämter der Exekutive besetzen zu können, berufen und Richard Ravitch zum Vizegouverneur bestellt. Patersons Entscheidung wurde gegen einige Widerstände von anderen Amtsträgern durch Gerichte bestätigt und schuf damit einen Präzedenzfall. Aus diesem Hintergrund wird Hochuls Möglichkeit, ihre Nachfolge im Amt der Vizegouverneurin zu bestimmen, nicht länger bestritten. In der State Legislature gibt es seit Cuomos Rücktritt nunmehr auch Bestrebungen, dies gesetzlich zu kodifizieren.
Am 26. August 2021 stellte Hochul den Staatssenator Brian Benjamin als designierten Stellvertreter vor. Dessen Auswahl wurde von politischen Beobachtern als sinnvolle Ergänzung zur neuen Gouverneurin gesehen. Während Hochul eher dem moderaten Flügel der Demokraten zugerechnet wird, gehört Benjamin dem progressiven Flügel an. Zudem wurde ihm von Beobachtern zugetraut, zusätzliche Stimmen aus New York City und der afroamerikanischen Gemeinschaft einzubringen. Benjamin wurde am 9. September 2021 vereidigt. Er trat am 12. April 2022 zurück, nachdem der zuständige United States Attorney ihn wegen des Verdachts der Bestechlichkeit und Untreue im Amt hatte festnehmen lassen. Von diesen Anklagepunkten wurde Benjamin im Dezember 2022 freigesprochen.
Am 3. Mai 2022 stellte Hochul den Kongressabgeordneten Antonio Delgado als designierten Stellvertreter vor. Delgado wurde am 25. Mai 2022 als Lieutenant Governor vereidigt.

#### Wahl 2022
Hochul kündigte in den Tagen vor ihrer Amtsübernahme an, bei der nächsten regulären Gouverneurswahl im November 2022 für eine komplette vierjährige Amtszeit kandidieren zu wollen.
Bei der Gouverneurswahl am 8. November 2022 erlangte Kathy Hochul als Bewerberin der Demokratischen Partei die Mehrheit der Wählerstimmen. Sie wurde von der Working Families Party unterstützt und gewann gegen den republikanischen Bewerber Lee Zeldin, der von der Conservative Party unterstützt wurde, eine Mehrheit von 53,2 % der Wählerstimmen. Hochul wurde am 1. Januar 2023 für eine volle Amtsperiode vereidigt. Gesetzlich ist der nächste Wahltermin auf den 3. November 2026 festgelegt.

## Privatleben
Kathy Hochul ist mit dem ehemaligen Bundesstaatsanwalt für den westlichen Teil des Staates New York, William J. Hochul, verheiratet. Sie haben zwei erwachsene Kinder.